# Steven Universe: Save the Light
Steven Universe: Save the Light (Steven Universo: Salve o Prisma em português) é um jogo eletrônico de RPG e ação e aventura desenvolvido pela Grumpyface Studios e publicado pela Cartoon Network Games. Foi Baseado na série de televisão estadunidense Steven Universe, é uma sequência direta do jogo para celular, Steven Universe: Attack the Light de 2015.
Foi lançado em 31 de outubro de 2017, para PlayStation 4, em 3 de novembro do mesmo ano para Xbox One, e em 13 de agosto de 2018, foi lançado para Windows e OS X;, e lançado fisicamente para Nintendo Switch em 30 de outubro de 2018.

## Jogabilidade
Após os eventos de Attack the Light!, Steven, as Gems e seus amigos vão em uma missão para recuperar o Light Prism quando o Homeworld Gem Hessonite (dublado por Christine Baranski ) o rouba.
Após os acontecimentos de Attack the Light!, Steven, Garnet, Ametista, Pérola se juntam a Connie, Greg e Peridot para recuperar o Prisma de Luz, quando a Gem de Homeworld, Hessonita o rouba. Esses são os personagens jogáveis da série, e algumas fusões também estão disponíveis no jogo.
O jogo tem uma "mistura de combate em tempo real e baseado em turnos" e mais foco na exploração e resolução de quebra-cabeças do que seu antecessor. Os jogadores podem explorar Beach City e áreas vizinhas e se envolver em batalhas com inimigos. Durante a batalha, as ações dos jogadores, que incluem atacar e defender, irão construir o medidor de estrelas, o que permite que os personagens realizem movimentos mais poderosos. Um novo recurso permite que os personagens construam um medidor baseado em relacionamento durante as batalhas e interações de diálogo; quando preenchidos, certos personagens são capazes de se fundir, como Steven e Connie em Stevonnie .

## Desenvolvimento
Rebecca Sugar colaborou junto com a Grumpyface Studios e citou o aumento de complexidade em comparação ao primeiro jogo, influenciado pelo lançamento em consoles.
O jogo foi anunciado em março de 2017. O lançamento na Steam foi confirmado em agosto de 2018.

## Recepção
Após o lançamento, Save the Light recebeu críticas em sua maioria positivas. Polygon e Destructoid elogiaram a direção de arte do jogo, o sistema de batalha e a conexão com a série, mas criticaram a quantidade de bugs e falhas encontradas no lançamento.